# Ernesto Brown
Ernesto Alejandro Brown (ur. 7 stycznia 1885, zm. 12 lipca 1935) – argentyński piłkarz, grający podczas kariery na pozycji pomocnika.

## Kariera klubowa
Ernesto Brown rozpoczął karierę w klubie Alumni AC w 1902. Z Alumni ośmiokrotnie zdobył mistrzostwo Argentyny w 1902, 1903, 1905, 1906, 1907, 1909, 1910 i 1911. Potem występował jeszcze w CA Argentino de Quilmes.

## Kariera reprezentacyjna
W reprezentacji Argentyny Brown występował w latach 1902–1912. W reprezentacji zadebiutował 20 lipca 1902 w wygranym 6-0 meczu z Urugwajem, którym był pierwszym meczem reprezentacji Argentyny w historii. W 1910 został powołany na pierwszą, jeszcze nieoficjalną edycję Mistrzostw Ameryki Południowej, który wówczas nazywał się Copa Centenario Revolución de Mayo 1910. Na turnieju w Buenos Aires Brown wystąpił w obu meczach Argentyny z Chile i Urugwajem. Ogółem w barwach albicelestes wystąpił w 13 meczach, w których zdobył bramkę.
| Mecze i gole w reprezentacji | Mecze i gole w reprezentacji | Mecze i gole w reprezentacji | Mecze i gole w reprezentacji | Mecze i gole w reprezentacji | Mecze i gole w reprezentacji | Mecze i gole w reprezentacji |
| #                            | Data                         | Miasto                       | Przeciwnik                   | Gol                          | Wynik                        | Rozgrywki                    |
| ---------------------------- | ---------------------------- | ---------------------------- | ---------------------------- | ---------------------------- | ---------------------------- | ---------------------------- |
| 1.                           | 20.07.1902                   | Montevideo                   | Urugwaj                      |                              | 6:0                          | mecz towarzyski              |
| 2.                           | 13.09.1903                   | Buenos Aires                 | Urugwaj                      |                              | 2:3                          | mecz towarzyski              |
| 3.                           | 15.08.1908                   | Montevideo                   | Urugwaj                      | Gol                          | 2:2                          | Copa Lipton                  |
| 4.                           | 13.09.1908                   | Buenos Aires                 | Urugwaj                      |                              | 2:1                          | Copa Newton                  |
| 5.                           | 15.08.1909                   | Buenos Aires                 | Urugwaj                      |                              | 2:1                          | Copa Lipton                  |
| 6.                           | 05.06.1910                   | Buenos Aires                 | Chile                        |                              | 5:1                          | Copa Centenario              |
| 7.                           | 12.06.1910                   | Buenos Aires                 | Urugwaj                      |                              | 4:1                          | Copa Centenario              |
| 8.                           | 15.08.1910                   | Montevideo                   | Urugwaj                      |                              | 1:3                          | Copa Lipton                  |
| 9.                           | 11.09.1910                   | Viña del Mar                 | Chile                        |                              | 3:0                          | mecz towarzyski              |
| 10.                          | 15.08.1911                   | Buenos Aires                 | Urugwaj                      |                              | 0:2                          | Copa Lipton                  |
| 11.                          | 08.10.1911                   | Montevideo                   | Urugwaj                      |                              | 1:1                          | Gran Premio                  |
| 12.                          | 15.08.1912                   | Montevideo                   | Urugwaj                      |                              | 0:2                          | Copa Lipton                  |
| 13.                          | 25.08.1912                   | Montevideo                   | Urugwaj                      |                              | 0:3                          | Gran Premio                  |